# Burak Ayaz
Burak Ayaz (* 16. Oktober 1993 in Of) ist ein türkischer Fußballspieler, der aktuell für Manavgat Evrensekispor tätig ist.

## Karriere

### Verein
Ayaz begann mit dem Vereinsfußball in der Jugend des Amateurvereins Yeni Bornovaspor und wechselte 2007 in die Jugend des Traditionsvereins Bucaspor. Zur Saison 2011/12 wurde er, mit einem Profivertrag versehen, vom Trainer Sait Karafırtınalar in den Profikader aufgenommen. Sein Profidebüt gab er dabei am 11. Dezember 2011 bei der Zweitligabegegnung gegen Göztepe Izmir. Bis zum Saisonende spielte er in neun Ligabegegnungen. Daneben spielte er auch für die Reservemannschaft und konnte mit dieser in der TFF A2 Ligi die Vizemeisterschaft erreichen.
Für die Spielzeit 2013/14 wurde Ayaz an Manavgat Evrensekispor ausgeliehen.

### Nationalmannschaft
Ayaz spielte 2011 zweimal für die türkische U-19-Nationalmannschaft.

## Erfolge
- Bucaspor A2 (Rerservemannschaft):
  - Vizemeisterschaft der TFF A2 Ligi (1): 2011/12